# Priehyba (geomorfologická část)
Priehyba je geomorfologickou částí Královoholských Tater. Zabírá velkou část východní poloviny pohoří a její nejvyšší vrch Veľký bok dosahuje 1727 m n. m.

## Vymezení
Území leží východně od sedla Čertovica a zabírá velkou část Kráľovohoľských Tater. Severní okraj vymezuje Černovážskou dolinou vedoucí hranice s Liptovskými nivami ( část Liptovské kotliny), východněji leží Važecký chrbát, který je podcelkem Kozich chrbtov. Východním směrem navazují Nízké Tatry částmi Teplická kotlina a Kráľova hoľa, přičemž hranicí v této části Kráľovohoľských Tater je Ždiarska dolina a Ždiarske sedlo. Jižně sousedí Horehronské podolie s podcelky Heľpianske podolie a Bystrianské podhorie a západním směrem pokračují Nízké Tatry podcelku Ďumbierské Tatry s částmi Ďumbier a Demänovské vrchy. 

## Ochrana území
Prakticky celé území této části Kráľovohoľských Tater leží v Národním parku Nízké Tatry, resp. jeho ochranném pásmu. Zvláště chráněné lokality se v této části nevyskytují. 

## Turismus
Tato rozsáhlá část Kráľovohoľských Tater patří díky odlehlosti mezi klidnější horské oblasti. Hlavní turistickou magistrálu tvoří hřebenem vedoucí  červeně značená Cesta hrdinů SNP, která spojuje sedlo Čertovica s Kráľovou hoľou. Jižním směrem posunutý hlavní hřeben je snaze přístupný z Horehroní, z Liptova vede jižním směrem několik dlouhých dolin, mezi nimi Ipoltica s větvemi Ráztoky a Dikula, Svarinská dolina, Malužinská dolina či Hodruša. Většinou z nich vedou i značené turistické trasy, které spojují podhorské obce s hlavním hřebenem a umožňují přechod na Horehronie. Vyhledávané jsou cyklostezky, vedoucí horskými dolinami a průsmyky. Hlavním centrem turismu je oblast Čertovice a Vyšnej Boce, na hřebeni je turistům k dispozici Útulna Andrejcová. 